# Monarquia Católica
Monarquia Católica é o conjunto de territórios que estiveram sob soberania dos Reis Católicos e seus sucessores, desde que os primeiros receberam o título de Majestades Católicas em 1496. Como sinónimo de Monarquia Católica também se utilizava a denominação "As Espanhas".
Na historiografia contemporânea, em vez das expressões históricas de Monarquia Católica ou As Espanhas, emprega-se a expressão Monarquia Hispânica por considerar-se mais adequada. Alguns historiadores, porém, preferem a expressão Império Espanhol.
Na Constituição de Cádis de 1812, a Monarquia Católica passou a denominar-se de modo oficial como Monarquia Espanhola.
Apesar de ser corrente entre os seus contemporâneos chamar os Habsburgo de Madrid como Reis de Espanha, o conjunto de territórios sobre os quais governavam excediam a Península Ibérica, tanto no continente europeu, como no imenso Império Ultramarino.
Os inícios das leis ou cartas régias eram sempre enumerativos, como se fixou em 1556: Dom Felipe (ou, outro soberano), pela graça de Deus, Rei de Castela, de Leão, de Aragão, das duas Sicílias, de Jerusalém, de Navarra, de Granada, de Toledo, de Valência, da Galiza, de Maiorca, de Menorca, de Sevilha, da Sardenha, de Córdova, da Córsega, de Múrcia, de Xaém, do Algarve, de Algeciras, de Gibraltar, das Ilhas Canárias, das Índias Orientais e Ocidentais, das Ilhas e Terra Firme do Continente Oceânico, Arquiduque da Áustria, Duque de Borgonha, de Brabante, de Atenas e Neopátria e de Milão, Conde de Habsburgo, da Flandres, do Tirol e de Barcelona, Senhor da Biscaia e de Molina, etc.

## Monarquia Católica ou Monarquia Hispânica?
O casamento de Fernando II de Aragão e Isabel I de Castela possibilitou a união dinástica entre as Coroas de Aragão e Castela. Em continuidade, sua filha Joana I casou-se com Filipe I, e deste matrimônio o filho Carlos I de Espanha (que era o Sacro Imperador Romano-Germânico como Carlos V) herdou o trono e consolidou a União das Coroas, e foi nomeado pelo Papa Leão X como Rei católico das Espanhas. Em 1580, o filho Carlos V, Felipe II incorporou à Monarquia Hispânica o Reino de Portugal, durando até o ano de 1640 quando o Reino de Portugal reconquistou a independência. 
O conceito de Monarquia Composta utilizado na historiografia, por exemplo, pelo historiador John Elliott, permite analisar as monarquias europeias da Idade Moderna e seus processos de desenvolvimento. Uma das características dessas Monarquias Compostas, como o próprio nome sugere, era a construção de um domínio real sobre outros territórios, preservando tradições locais e estruturas jurídicas. A premissa era respeito mútuo de um contrato entre a Coroa e a nobreza e camadas médias das províncias e Casas, garantindo estabilidade e lealdade. Obviamente, era necessária uma contrapartida da Coroa para a nobreza que jurava lealdade, como cargos nos Conselhos. 
Nesse sentido, podemos compreender que o reinado espanhol não foi apenas a estruturação de uma Monarquia Católica, mesmo que os Reis Católicos tivessem o compromisso com a expansão da fé cristã, o reinado teve uma estrutura administrativa que visava garantir também o contrato mútuo entre Coroa e nobreza e camadas médias locais. Inclusive, mesmo sendo Rei para todos os territórios que estavam sob seu domínio, o poder exercido variava de território para território. Os Reinos constituintes da Monarquia continuaram tratados como entidades separadas, com suas próprias leis, direitos e privilégios, entretanto o respeito às jurisdições locais não diminuía o poder do monarca sobre os reinos.
Todavia, a Monarquia Hispânica foi comumente chamada de Monarquia Católica, pois se expandia pelas Coroas de Castela, com Navarra e os territórios das Índias, e Aragão, com Sicília, Nápoles e Cardenha além de Portugal, entre 1580 e 1640, os territórios do Círculo de Borgonha (exceto nos anos de 1598 a 1621) e os Países Baixos, com isso não expandia somente territórios hispânicos e para garantir a união monárquica, a religião católica foi designada como ponto fulcral em comum, dessa maneira os reinos serviam ao Papa e ao Rei Católico.